# 圣科尔尼耶德朗德
圣科尔尼耶德朗德（法語：Saint-Cornier-des-Landes，法語發音：[sɛ̃ kɔʁnje de lɑ̃d] ⓘ）是法国奥恩省的一个旧市镇，位于该省西北部，属于阿让唐区。2015年1月1日，圣科尔尼耶德朗德和相邻的另外6个市镇合并成了新市镇坦什布赖博卡日（Tinchebray-Bocage）。

## 地理
圣科尔尼耶德朗德（48°43'7"N, 0°43'10"W）面积12 平方千米，位于法国诺曼底大区奧恩省，该省份为法国西北部内陆省份，北起顺时针与卡爾瓦多斯省、厄尔省、厄尔-卢瓦省、萨尔特省、马耶讷省和芒什省接壤。
与圣科尔尼耶德朗德接壤的市镇（或旧市镇、城区）包括：坦什布赖、朗迪萨克、拉尔尚、博谢讷、伊夫朗德。
圣科尔尼耶德朗德的时区为UTC+01:00、UTC+02:00（夏令时）。

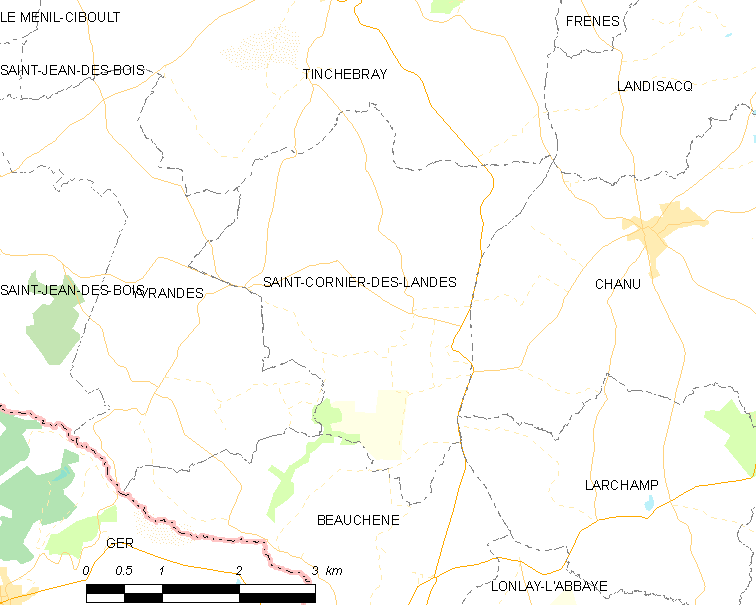
圣科尔尼耶德朗德的OSM定位图

## 行政
圣科尔尼耶德朗德的邮政编码为61800，INSEE市镇编码为61377。

## 政治
圣科尔尼耶德朗德所属的省级选区为栋夫龙昂普瓦赖县。

## 人口

1962-2008年间圣科尔尼耶德朗德人口变化图示

圣科尔尼耶德朗德于2018年1月1日时的人口数量为602人。